# Franco (Lüttich)
Franco († 13. Januar 903) war von 856 bis 903 Bischof von Lüttich. Er konnte den weltlichen Besitz des Bistums erweitern, war erfolgreich in der Abwehr der Wikinger und spielte auch in der Politik im gespaltenen Frankenreich eine Rolle. 

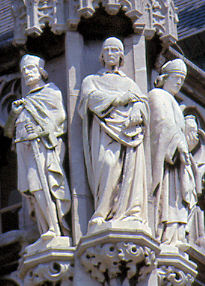
Die Bischöfe Franco, Rather und Azzo von Lüttich

## Leben
Er soll ein Verwandter des Königs Arnulf gewesen sein. Andere sprechen von der Abstammung aus einer edlen Familie aus dem Hennegau. Er trat in ein Kloster ein und war Mönch und Lehrer in der Abtei Lobbes. 
Er war seit 856 Bischof von Tongeren und Lüttich. Er war im Januar 860 auf einer von Lothar II. einberufenen Synode lothringischer Bischöfe sowie im Februar auf einer Synode und Reichsversammlung in Aachen anwesend. Er hat seine Zustimmung zur Trennung von Lothar II. von seiner Frau Theutberga gegeben und ist damit bei Papst Nikolaus in Ungnade gefallen. Im Juni des Jahres 863 nahm er am Friedensschluss des ost- und westfränkischen Reiches sowie Lothringens teil. Ebenso war er 865 dabei, als König Lothar nach dem vergeblichen Scheidungsversuch gezwungen wurde, Theutberga wieder als Ehefrau und Königin zu akzeptieren. Nach dem Tod König Lothars und der Inbesitznahme von dessen Reich durch Ludwig dem Deutschen huldigte Franco ihm zusammen mit anderen Bischöfen und Großen im Jahr 869. Er unterstützte Ludwig 870 dabei, Willibert zum Erzbischof von Köln zu machen. Im Jahr 876 vertraute König Karl der Kahle nach der Rheinüberquerung Ludwigs seine Frau unter anderem dem Schutz Francos an.
Von Karl dem Dicken erhielt er 884 verschiedene Schenkungen in der Gegend von Metz. In den Episkopat Francos fallen aber auch schwere Verheerungen durch die Wikinger. Bei der Abwehr war er zeitweise erfolgreich. Zusammen mit König Arnulf schlug er die Eindringlinge 891. Dafür bekam er die reiche Abtei Lobbes im Hennegau mit den dazugehörigen Besitzungen und Rechten. Arnulf verband damit den Willen alljährlich den Todestag seines Vaters Karlmann und seiner Thronbesteigung sowohl in Lobbes wie auch in Lüttich zu gedenken. Er erwarb für das Bistum 894 mehrere Besitzungen. 895 nahm er vielleicht an der Synode von Trebur teil (von den drei existierenden Teilnehmerlisten, nennt ihn nur eine). Seine Unterstützung für Herzog Zwentibold brachte ihm 898 weitere Ländereien ein. Von der Äbtissin Gisela kam die Abtei Fosse an das Bistum.